# أحمد هلال
أحمد هلال ممثل مصري بدأ مشواره الفني في عام 2016 بمسلسل الخانكة 

## أعماله
- أرض جو (مسلسل)
- الخانكة (مسلسل)
- نصيبي و قسمتك 3